# 被抑圧民族協会
被抑圧民族協会（ひよくあつみんぞくきょうかい、あるいは被迫害ー、ひはくがいー、独 Gesellschaft für bedrohte Völker; GfbV）はドイツのゲッティンゲン市に本拠がある国際人権組織 (NGO) である。少数民族集団や先住民などの保護に尽力する。
1970年に創設、先行組織は1968年に創設された「ビアフラ支援キャンペーン」(Aktion Biafra-Hilfe) である。1978年に本拠がハンブルクからゲッティンゲンへ移動された。ドイツ支部はシンティのホロコーストに対する補償要求運動などのロマの運動への支援も行っている。現在ドイツ以外にスイス、オーストリア、イタリア（ボルツァーノ自治県）、ルクセンブルク、ボスニア・ヘルツェゴビナ、チリ、イラクに支部がある。1993年以降は国際連合経済社会理事会の顧問組織である。ドイツ支部及び全協会の会長はティルマン・ツュルヒ (Tilman Zülch) である。